# MetLife Building

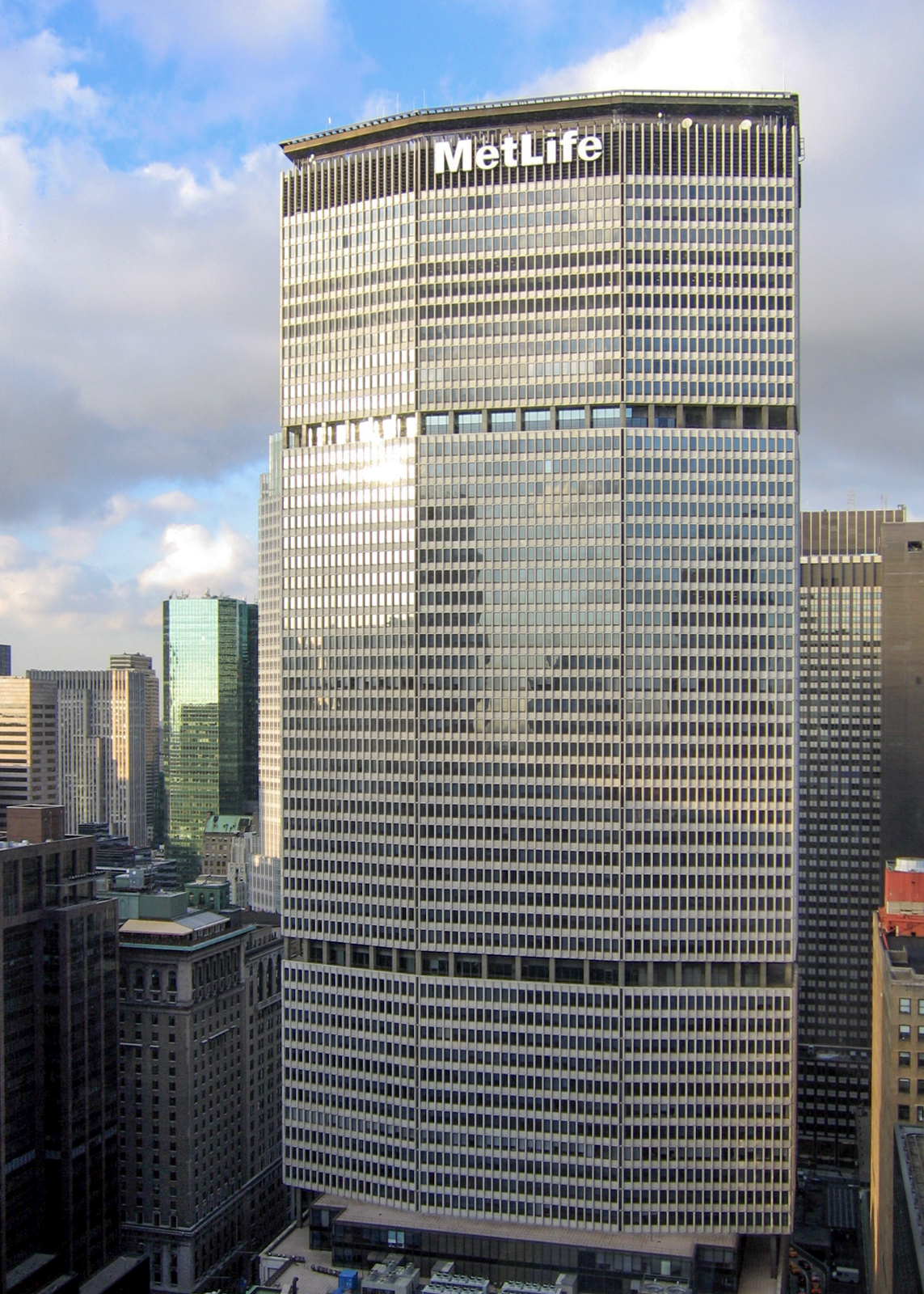
MetLife Building

El Pan Am Building (o Metlife Building), que es troba a la 200 Park Avenue a Nova York, era el major immoble d'oficines al món quan va ser inaugurat el 7 de març de 1963.
Concebut per Emery Roth & Sons ajudats per Walter Gropius i Pietro Belluschi, el Pan Am Building (originalment batejat Grand central city Building) és un exemple d'arquitectura brutalista. Ha estat concebut amb una preocupació d'eficàcia amb vastes superfícies i l'absència de decoracions inútils. Senzill i massís, ha estat rebutjat per la crítica i nombrosos novaiorquesos però la seva proximitat amb Grand Central Station n'ha fet un dels immobles d'oficines més cotitzats de Manhattan.
El New York Times ha escrit d'altra banda en el moment de la inauguració d'aquest edifici: «Hem arribat al major immoble d'oficines del món. Hem perdut algunes de les més impressionants perspectives del món, fent al·lusió a Park Avenue, situada just darrere, que s'ha trobat literalment emmascarada.
El Pan Am Building també és conegut pel seu heliport, que permetia unir el JFK International Airport en set minuts. L'heliport va ser obert de 1965 a 1968, després alguns mesos el 1977. Va ser tancat degut a un accident espectacular que va fer cinc víctimes.
L'immoble ha estat propietat de Pan American World Airways durant nombrosos anys i el logotip de la companyia aèria guarnia les seves quatre façanes. Quan PanAm va fer fallida el 1991, l'edifici va ser recomprat per Metropolitan Life Insurance Company, que ja hi llogava oficines, que el va rebatejar com a MetLife Building i va reemplaçar el logotip de la PanAm pel seu.

## Estadístiques
- Alçada: 246 metres (808 peus)
- Nombre de pisos: 59
- Superfície: 260000 m²